# Karel František z Mansfeldu
Karel František Adam Antonín z Mansfeld-Vorderortu (německy Karl Franz Adam Anton Graf von Mansfeld zu Vorderort, Fürst von Fondi, 2. listopadu 1678 Vídeň – 19. července 1717, Praha) byl česko-rakouský šlechtic, a od roku 1715 2. kníže z Mansfeld-Vorderortu (1717–1780) a kníže z Fondi.

## Původ
Narodil se ve Vídni jako syn hofmistra císařovny, hraběte Františka Maxmiliána z Mansfeld-Vorderortu (1639–1692) a jeho manželky hraběnky Marie Anny Alžběty z Harrachu (1643–1698), dcery hraběte Karla Linharta VII. z Harrachu (1594–1645) a jeho ženy, hraběnky Marie Františky z Eggenbergu (1607–1679), vnučky hraběte Karla z Harrachu (1570–1628). Jeho dědečkem byl hrabě Bruno III. z Mansfeldu (1576–1644).
Jeho vnuk Josef Václav z Mansfeldu (12. září 1735 – 31. března 1780) zemřel při dopravní nehodě a jeho smrtí vyhasla tato linie Mansfeldů po meči.

## Rodina
Karel František z Mansfeld-Vorderortu se 31. května 1703 ve Vídni oženil se svou sestřenicí Marií Eleonorou z Mansfeldu (16. října 1682 – 24. května 1747), dcerou svého strýce hraběte Jindřicha Františka z Mansfeldu (1640–1715), knížete z Fondi, a jeho manželky, hraběnky Marie Luisy d'Aspremont-Nanteville (1652–1692). Z jejich manželství se narodilo několik dětí:   
- Marie Antonie Alžběta Viktorie (3. října 1705 – 5. března 1748, Mnichov), provdaná v listopadu 1725 za hraběte Jana Václava z Kaisersteinu († 20. června 1728), syna Jan Baptisty z Kaisersteinu a Gustavy Johany z Feningenu
- Marie Františka (28. prosince 1707 – 29. ledna 1743, Vídeň), provdaná 19. října 1730 za 2. knížete Jana Viléma z Trautsonu (5. ledna 1700 Vídeň – 31. května 1775 tamtéž), syna knížete Jana Leopolda Donáta z Trautsonu, hraběte z Falkensteinu (1659 – 1724) a hraběnky Marie Terezie Kristýny Ungnadové z Weissenwolffu († 1769)
- Marie Anna (* 2. ledna 1709)
- Marie Eleonora (28. srpna 1710 – 10. září 1761, Brno), provdaná I. 6. února 1735 v Praze za hraběte Karla Václava Buntálského z Vrbna (13. září 1716, Lehnice – 22. listopadu 1757 v bitvě u Vratislavi), II. dne 20. ledna 1758 za hraběte Františka Karla Kotulinského z Kotulína (27. listopadu 1706 – 5. května 1772 nebo 1774, Neudau)
- Jindřich Pavel František II. (6. července 1712, Praha – 15. února 1780 tamtéž) hraběte z Mansfeld-Forderort, 3. kníže z Mansfeldu (1717 – 1780), hrabě z Fondi (1751), oženil se s I. dne 4. prosince 1734 s hraběnkou Marií Josefou z Thun-Hohensteinu (9. září 1714 – 17. září 1740), II. dne 9. dubna 1741 v Praze s hraběnkou Marii Josefou Černínovou z Chudenic (19. června 1722 – 15. ledna 1772 Praha)
- dvě dcery (zemřely v mládí)